# مالوئندا
مالوئندا (به اسپانیایی: Maluenda) یک دهستان در اسپانیا است که در استان ساراگوسا واقع شده‌است. مالوئندا ۳۹ کیلومتر مربع مساحت و ۱٬۰۲۰ نفر جمعیت دارد و ۵۸۱ متر بالاتر از سطح دریا واقع شده‌است.

## نگارخانه

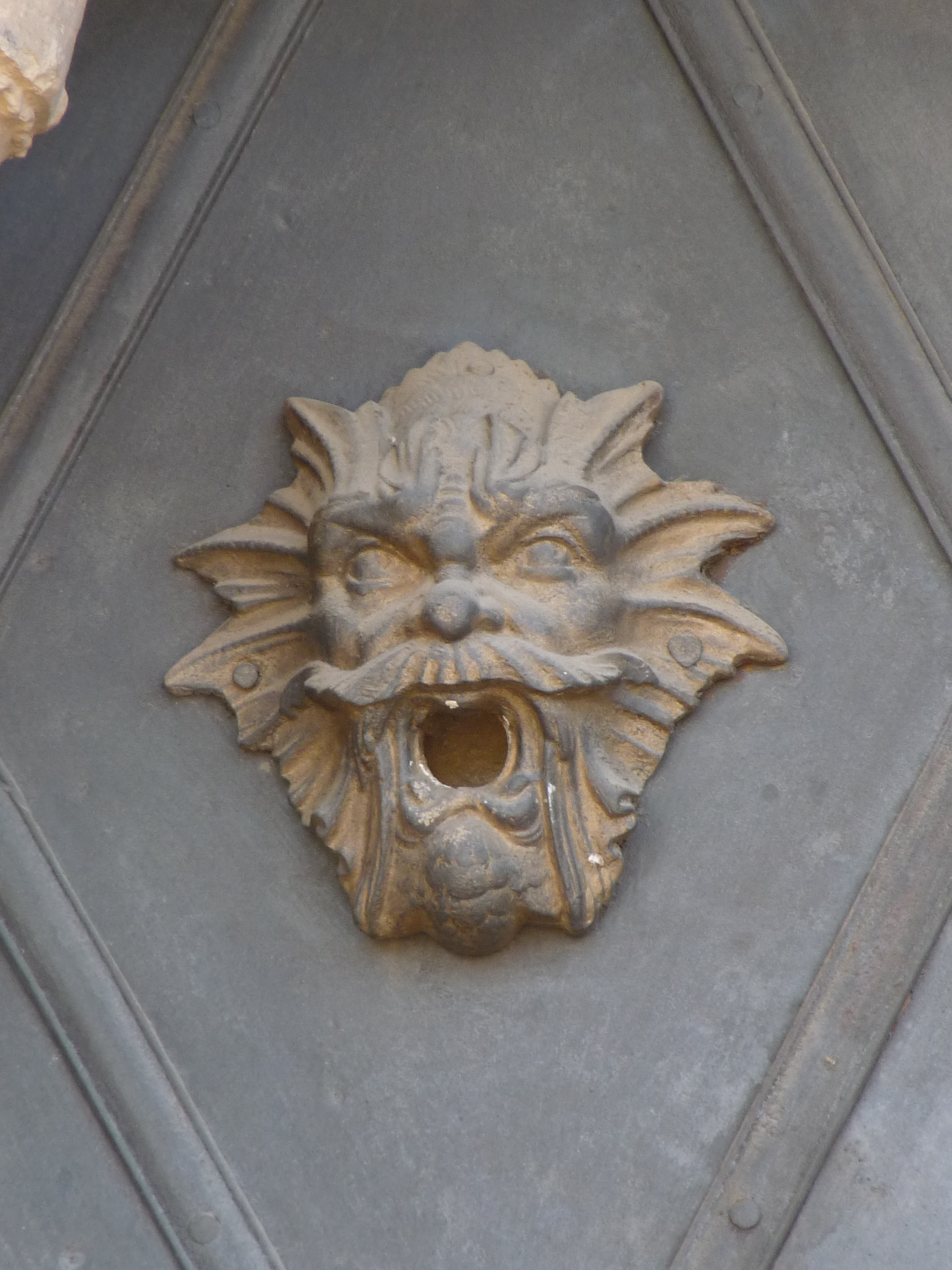
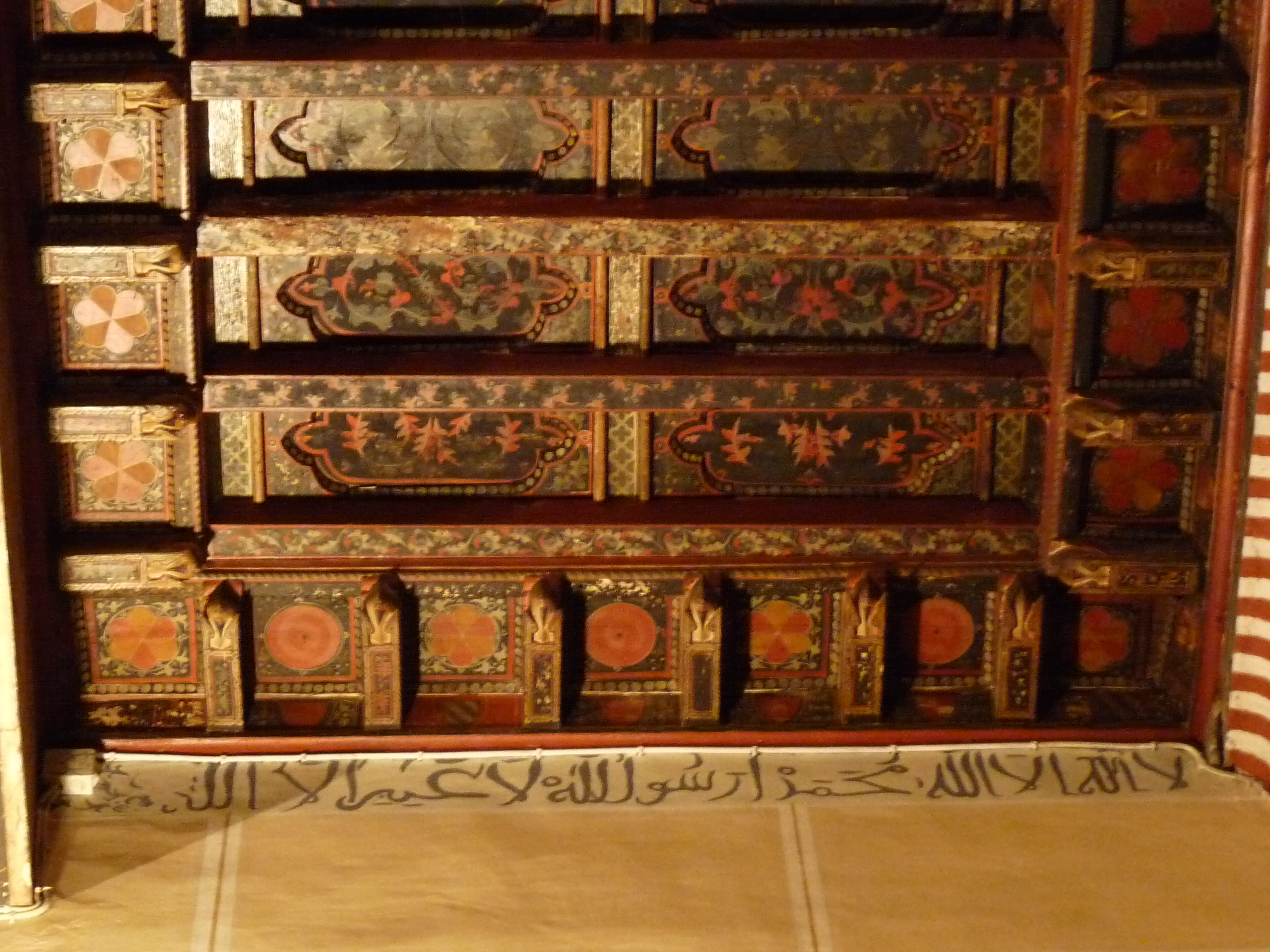
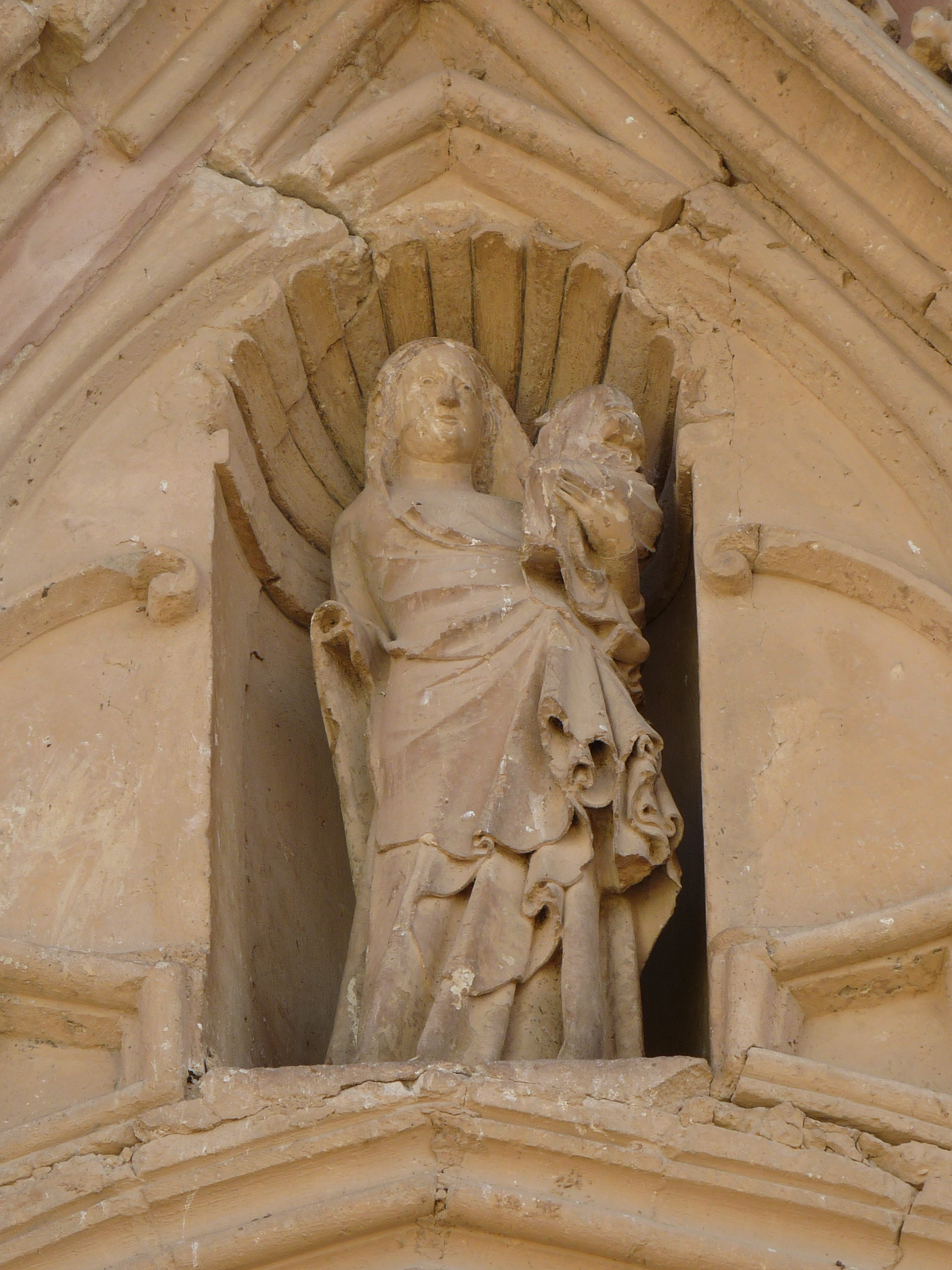